# Burningn'n Tree
Burningn'n Tree è un album discografico del musicista gallese Squarepusher, pubblicato nel 1997 e comprendente le tracce già inserite nei due EP Conumber E:P e Alroy Road Tracks.

## Tracce
1. (Central Line) – 3:57 (from Alroy Road Tracks)
2. – 4:08
3. (Nux Vomica) – 7:57 (from Alroy Road Tracks)
4. (Eviscerate) – 4:33 (from Conumber E:P)
5. – 3:20
6. (Male Pill Part 5) – 8:03 (from Conumber E:P)
7. (Sarcacid Part 1) – 5:56 (from Alroy Road Tracks)
8. (Conumber) – 11:01 (from Conumber E:P)
9. – 1:27
10. (Eviscerate Version) – 7:12 (truncated version from song on Conumber E:P)
11. (Toast For Hardy) – 9:23 (from Alroy Road Tracks)
12. (Sarcacid Part 2) – 5:05 (from Alroy Road Tracks)